# Radovan Vlajković
Radovan Vlajković (Buđanovci kod Rume, 18. studenog 1922.[nedostaje izvor] – Novi Sad, 12. studenog 2001.), sudionik Drugog svjetskog rata u partizanima, društveno-politički djelatnik SAP Vojvodine, SR Srbije i SFRJ. Predsjednik SFRJ od 15. svibnja 1985. do 15. svibnja 1986.

## Životopis
Prije Drugog svjetskog rata bio je kožarski radnik. 

### Politička djelatnost
Nakon rata obavljao je iduće važne partijske i političke dužnosti:
- organizacioni sekretar Okružnog komiteta Komunističke partije Srbije u Pančevu
- politički sekretar Sreskog i Opštinskog komiteta u Pančevu
- član Pokrajinskog komiteta KP Srbije za Vojvodinu
- predsjednik Narodne skupštine AP Vojvodine od 18. srpnja 1963. do 20. travnja 1967. godine
- sekretar Gradskog komiteta i Sreskog komiteta Saveza komunista Srbije u Novom Sadu
- član Centralnog komiteta SK Srbije
- predsjednik Pokrajinskog veća Saveza sindikata Jugoslavije za Vojvodinu i član Centralnog veća SSJ
- član Centralnog komiteta Saveza komunista Jugoslavije
- predsjednik Predsjedništva SAP Vojvodine od studenog 1974. do studenog 1981. godine
- predsjednik Predsjedništva SFR Jugoslavije od 15. svibnja 1985. do 15. svibnja 1986. godine